# Masacre de chinos de Los Ángeles
La masacre de chinos de Los Ángeles fue una masacre racial que ocurrió el 24 de octubre de 1871 en Los Ángeles (California), cuando una turba de alrededor 500 personas blancas e hispanas entraron en el barrio chino y atacaron, robaron y asesinaron a residentes chinos. La masacre tuvo lugar en la «Calle de los Negros», también conocida como «Negro Alley». La turba se reunió después de oír que un policía había sido disparado y un granjero asesinado por un chino. Algunas fuentes del siglo XXI lo han descrito como el mayor linchamiento en masa de la historia de Estados Unidos.
Se estima que entre 17 y 20 inmigrantes chinos fueron ahorcados por la turba en el transcurso de los disturbios, pero la mayoría ya había sido asesinada a tiros. Al menos uno fue mutilado, cuando alguien le cortó un dedo para conseguir su anillo de diamantes. Diez hombres de la turba fueron procesados y ocho fueron condenados por homicidio involuntario. Las condenas fueron anuladas en apelación debido a tecnicismos.

## Antecedentes
La discriminación había ido en aumento contra el creciente número de inmigrantes chinos que vivían en California. Se ha descrito como una de las causas fundamentales de la masacre. Los residentes blancos y mestizos de Los Ángeles estaban resentidos con la expansión de la población china, considerándolos un grupo extraño. En 1863, la legislatura estatal había aprobado una ley por la que los asiáticos (definidos como chinos, mongoles, indios, etc.) no podían testificar ante los tribunales contra los blancos, lo que los hacía vulnerables al abuso y la injusticia, y los ponía fuera del alcance de la ley. En 1868, Estados Unidos firmó el Tratado de Burlingame con el Imperio chino, estableciendo las condiciones para la inmigración. En este período, la mayoría de los trabajadores chinos que emigraron a Estados Unidos eran hombres, con la intención de quedarse solo temporalmente. La pequeña comunidad china en Los Ángeles contaba con menos de 200 personas, de las que el 80% eran hombres.
Otro factor fue la naturaleza fronteriza de Los Ángeles, que en la década de 1850 tuvo un número desproporcionadamente alto de linchamientos en comparación con su tamaño, y un apego a la «justicia popular» (este también fue un período de violencia en todo el país). Atrajo a transeúntes de todo el país y el consumo de alcohol fue elevado entre la población, predominantemente masculina.
En Los Ángeles, en los días anteriores a los disturbios, dos facciones Tong, conocidas como las compañías Hong Chow y Nin Yung, habían iniciado un enfrentamiento a partir de una disputa por el presunto secuestro de una mujer china llamada Yut Ho (también documentada como Ya Hit), que se anunció en el periódico como casada. La mayoría de las mujeres de la comunidad trabajaban como prostitutas y básicamente habían sido vendidas como esclavas sexuales. Anteriormente, el departamento de policía había ayudado a los Tongs a mantener sus enfrentamientos por mujeres en el interior de la comunidad, en ocasiones capturando y devolviendo a las mujeres que habían escapado, a cambio del pago de los Tongs, pero en este caso, las cosas se descontrolaron. Dos hombres chinos fueron arrestados por dispararse entre sí y fueron puestos en libertad bajo fianza, pero la policía vigilaba el barrio de Chinatown que se había desarrollado a lo largo de la Calle de los Negros.
La Calle de los Negros estaba situada inmediatamente al noreste del principal distrito comercial de Los Ángeles, recorriendo 150 metros desde la intersección de la calle Arcadia hasta la plaza. La calle, sin pavimentar, fue nombrada en época virreinal por los californios de tez más oscura (muy probablemente de ascendencia multirracial: español, nativo americano y africano) que originalmente habían vivido allí. El vecindario se había deteriorado hasta convertirse en un tugurio para cuando el primer barrio chino de Los Ángeles se desarrolló allí en la década de 1860.
Harris Newmark, comerciante de Los Ángeles de principios del siglo XX, recordó en sus memorias que la Calle de los Negros era «un vecindario tan duro, de hecho, como se puede encontrar en cualquier parte». El historiador de Los Ángeles, Morrow Mayo, lo describió en 1933 como:

[...] a dreadful thoroughfare, forty feet wide, running one whole block, filled entirely with saloons, gambling-houses, dance-halls, and cribs. It was crowded night and day with people of many races, male and female, all rushing and crowding along from one joint to another, from bar to bar, from table to table. There was a band in every joint, with harps, guitars, and other stringed instruments predominating.
[...] una vía espantosa, de cuarenta pies de ancho, que recorría una manzana entera, llena por completo de bares, casas de juego, salones de baile y chozas. Día y noche estaba lleno de gente de muchas razas, hombres y mujeres, todos corriendo y apiñándose de un lugar a otro, de bar en bar, de mesa en mesa. Había una banda en cada garito, con predominio de arpas, guitarras y otros instrumentos de cuerda.

## 24 de octubre
Mientras un policía de Los Ángeles, Jesús Bilderrain, patrullaba la Calle de los Negros, estalló un altercado en el que resultó herido y por eso hizo sonar su silbato pidiendo refuerzos. Algunos civiles acudieron en su ayuda, incluido el ganadero Robert Thompson, un extabernero que persiguió a un chino hasta la puerta de una casa en el callejón, a pesar de las advertencias de otros. Allí dispararon a Thompson fatalmente y murió una hora después, a las 18:00, en una farmacia cercana.
Los agentes de la ley, incluido el jefe de policía, Francis Baker, iban y venían mientras una multitud creciente se reunía en los límites del barrio chino, actuando como guardias para evitar que los chinos escaparan. Informado de la creciente multitud, el alcalde de tres mandatos Cristóbal Aguilar, un político con larga tradición en la ciudad, también examinó la situación y después se marchó. Cuando la noticia de la muerte de Thompson se extendió por la ciudad, junto con el rumor de que los chinos en Negro Alley «estaban matando a los blancos al por mayor», más hombres se reunieron alrededor de la Calle de los Negros.

## Acontecimientos
Al final de la revuelta:

The dead Chinese in Los Angeles were hanging at three places near the heart of the downtown business section of the city; from the wooden awning over the sidewalk in front of a carriage shop; from the sides of two "prairie schooners" parked on the street around the corner from the carriage shop; and from the cross-beam of a wide gate leading into a lumberyard a few blocks away from the other two locations. One of the victims was hanged without his trousers and minus a finger on his left hand.
Los chinos muertos en Los Ángeles estaban colgados en tres lugares cerca del núcleo de la zona comercial del centro de la ciudad; de la marquesina de madera sobre la acera delante de una tienda de carruajes; de los lados de dos «goletas de la pradera» estacionadas en la calle, a la vuelta de la esquina de la tienda de carruajes; y de la viga transversal de una puerta ancha que conduce a un almacén de madera a pocas cuadras de los otros dos lugares. Una de las víctimas fue ahorcada sin sus pantalones y sin un dedo en su mano izquierda.

El historiador Paul de Falla escribió que le quitaron los pantalones para robar su dinero y le cortaron el dedo para robar su anillo de diamantes.
La turba saqueó prácticamente todos los edificios ocupados por chinos en el barrio y atacó o robó a casi todos los residentes. Un total de 17 a 20 hombres inmigrantes chinos fueron ahorcados por la turba.

### Víctimas
Las siguientes personas fueron linchadas:
- Ah Wing
- Dr. Chee Long ‹Gene› Tong, médico.
- Chang Wan
- Leong Quai, lavandero.
- Ah Long, cigarrero.
- Wan Foo, cocinero.
- Tong Won, cocinero y músico.
- Ah Loo
- Day Kee, cocinera.
- Ah Waa, cocinero.
- Ho Hing, cocinero.
- Lo Hey, cocina.
- Ah Won, cocinero.
- Wing Chee, cocinero.
- Wong Chin, tendero.

Las siguientes personas fueron asesinadas a tiros en el edificio Coronel Adobe:
- Johnny Burrow
- Ah Cut, licorero.
- Wa Sin Quai

La Associated Press envió un informe esa noche, a las 21:00, al San Francisco Daily Examiner, con un artículo escrito sobre el terreno. Calculó que la turba era de unas 500 personas, lo que habría constituido el ocho por ciento de la población de la ciudad de casi 6000 personas, incluidos todos los hombres, mujeres y niños.

## Secuelas
Las autoridades arrestaron y procesaron a diez alborotadores. Ocho fueron condenados por homicidio involuntario en el juicio y condenados a prisión en San Quintín. Sus condenas fueron anuladas en apelación debido a un tecnicismo legal. Los ocho hombres condenados fueron:
- Alvarado, Esteban
- Austin, Charles
- Botello, Refugio
- Crenshaw, L. F.
- Johnson, A. R.
- Martinez, Jesus
- McDonald, Patrick M.
- Mendel, Louis

El evento fue bien conocido en la costa este y los periódicos describían a Los Ángeles como un «Edén ensangrentado» después de los disturbios. Un creciente movimiento de discriminación contra los chinos en California culminó con la aprobación de la Ley de Exclusión China de 1882.
La Calle de los Negros se incorporó a la calle Los Ángeles en 1877. El bloque de apartamentos de adobe donde ocurrió la masacre fue demolido a fines de la década de 1880. En el siglo XXI, el área es parte del Monumento Histórico El Pueblo de Los Ángeles, un distrito histórico nacional.
L. P. Leung escribió sobre un personaje principal involucrado en la masacre de 1871 en The Jade Pendant (2013). El libro ha sido adaptado como una película de producción china con el mismo nombre, que se estrenó en 2017 en Estados Unidos.